# Forêt de Soignes

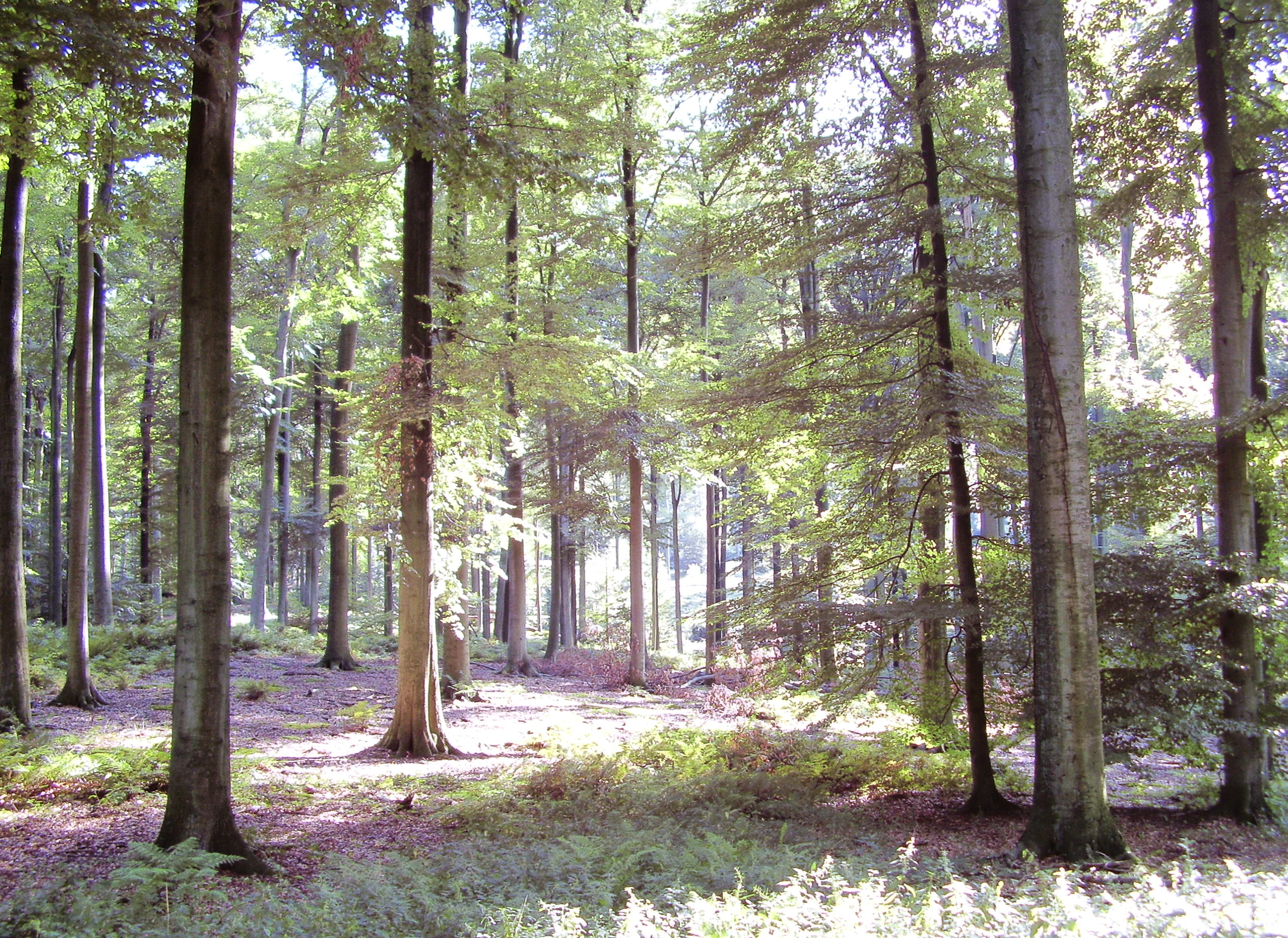
Forêt de Soignes

Forêt de Soignes este o pădure aflată în sudul orașului Bruxelles. Are aproximativ 5 000 de hectare. Se află lângă o altă pădure numită Bois de la Cambre.